# عمار بلميلي
عمار بلميلي (1967 - 10 أغسطس 2021)، هو ممثل كوميدي جزائري.

## وفاته
توفي يوم الثلاثاء 10 أوت 2021 عن عمر 54 سنة متأثر بسكتة دماغية، وُوري الثرى، بمقبرة القرارم بولاية ميلة.

## من أعماله
وإضافة إلى العديد من مساهماته في قطاع الشباب والرياضة، شارك الفقيد في العديد من الأعمال المسرحية مع كوميديين ومخرجين، على غرار محمد شرشال وكمال رويني وتونس أيت علي وزبيدة علمي وإسماعيل زغلاش والمرحوم مرزاق مفتاح وكذا بالتلفزيون؛ حيث شارك في مسلسلات مختلفة منها «القلادة» من إنتاج باية الهاشمي.